# Chevalier Roze-Sports
Le Chevalier Roze-Sports est un ancien club omnisports basé à Marseille connu plus particulièrement pour son équipe de natation.

## Histoire
Le club sportif est créé en 1909 par des membres du Cercle du Chevalier Roze, un cercle fondé vers 1880 sur l'esplanade de la Tourette par des enfants du quartier de La Joliette, et qui accueillait notamment des concerts. Après la Première Guerre mondiale, la section sportive prend le pas sur la section artistique. Après avoir notamment évolué à l'anse du Pharo, le CRS inaugure le 10 avril 1931 le Stade nautique du Chevalier Roze-Sports, situé au 99 boulevard Michelet, une enceinte de 3 000 places située près du stade Vélodrome comprenant un bassin de 25 mètres, un plongeoir avec un tremplin de 3 mètres et un haut-vol de 10 mètres.

### Natation
Le Chevalier Roze-Sports est champion du Littoral de grand fond en 1923 et dispute le championnat de France de grand fond par équipes de trois nageurs (ou Challenge Ad.-Ollier) la même année à Paris, avec notamment Edmond Chabrier. Leurs couleurs sont alors le bleu et le rouge. Le CRS est sixième du championnat de France par équipes en 1925 et deuxième en 1930.
Le club organise les championnats de France de natation 1932 au cours desquels il est sacré champion de France du 4 x 200 mètres nage libre.
Alex Jany a évolué au Chevalier Roze-Sports, y remportant plusieurs titres de champion de France de natation. Le CRS compte aussi René Cavalero dans ses rangs, ainsi que les champions de France de nage en eau libre Philippe Tisson, Georges Navarre et Alexandre Régis.

### Water-polo
Une équipe masculine de water-polo est vice-championne de France de deuxième division en 1927, perdant en finale contre le Club des nageurs de la Seine
Le CRS est quatrième du Championnat de France de water-polo en 1930, perdant le match pour la troisième place contre le Sporting club universitaire de France. Il atteint les quarts de finale en 1934, où il est éliminé par le Cercle des nageurs de Marseille. En 1935, il est éliminé en demi-finales du Championnat de France par les Enfants de Neptune de Tourcoing
En 1939, le CRS est défait à domicile en huitièmes de finale du championnat de France par le Cercle des nageurs de Lyon.

### Handball
Le Chevalier Roze-Sports a aussi eu une équipe masculine de handball. Elle est éliminée au deuxième tour éliminatoire de la Coupe de France de handball à onze 1948-1949 et au premier tour de la Coupe de France 1949-1950.